# Fernanda Tinti
Fernanda Tinti Borja Pinto, modelo brasileira de Minas Gerais, é a quinta representante desse estado a obter o título de Miss Brasil Internacional.
O segundo lugar, obtido em 2001, é o primeiro melhor resultado do Sudeste obtido no concurso de Miss Brasil no século XXI.
Ficou entre as quinze semifinalistas do concurso de Miss Beleza Internacional, ainda em 2001. Atualmente (2018) está com 35 anos.